# Carex pseudophyllocephala
Carex pseudophyllocephala är en halvgräsart som beskrevs av Lun Kai Dai. Carex pseudophyllocephala ingår i släktet starrar, och familjen halvgräs. Inga underarter finns listade i Catalogue of Life.